# Trest smrti na Kapverdách
Trest smrti na Kapverdách není podle kapverdského práva legální formou trestu. Nejvyšší trest je v zemi trest odnětí svobody v délce 25 let. Poslední poprava byla na Kapverdách vykonána v roce 1835, v době kdy byly ostrovy součástí Portugalského císařství.